# Trudovîk, Kozelșciîna
Trudovîk (în ucraineană Трудовик) este un sat în comuna Vasîlivka din raionul Kozelșciîna, regiunea Poltava, Ucraina.

## Demografie
Componența lingvistică a localității Trudovîk
     Ucraineană (96,33%)
     Rusă (3,67%)
Conform recensământului din 2001, majoritatea populației localității Trudovîk era vorbitoare de ucraineană (96,33%), existând în minoritate și vorbitori de rusă (3,67%).